# Air Fortress
Air Fortress est un jeu vidéo d'action shoot them up à défilement sorti en 1987 sur Nintendo Entertainment System. Le jeu a été développé et édité par HAL Laboratory.